# Pachypsylloides memoratus
Pachypsylloides memoratus är en insektsart som beskrevs av Loginova 1970. Pachypsylloides memoratus ingår i släktet Pachypsylloides och familjen rundbladloppor. Inga underarter finns listade i Catalogue of Life.